# جان پاستل
جاناتان بروس پاستل (انگلیسی: Jon Postel; ۶ اوت ۱۹۴۳ – ۱۶ اکتبر ۱۹۹۸) دانشمند فناوری اطلاعات اهل ایالات متحده آمریکا بود که مشارکت‌های وسیعی در توسعهٔ اینترنت داشت. او در سال ۱۹۴۳ در شهر سن دیگو در کالیفرنیای آمریکا به دنیا آمد. پس از پایان تحصیلاتش در دبیرستان، بلافاصله در رشته مهندسی برق در دانشگاه دانشگاه کالیفرنیا، لس‌آنجلس پذیرفته شد و در نهایت هم در سال ۱۹۶۸ مدرک فوق لیسانس خود را از آن دانشگاه دریافت کرد.
او تصمیم گرفت مدرک دکترای خود را از رشته علوم کامپیوتر دریافت کند و به همین علت هم سرانجام دکترای خود را با گرایش «آنالیز پروتکل‌های ارتباطات در کامپیوتر» در سال ۱۹۷۳ از دانشگاه دانشگاه کالیفرنیا، لس‌آنجلس دریافت کرد.
پاستل زیر نظر یکی از استادانش کار روی پروژه ای به نام آرپانت را آغاز کرد. از استانداردهایی که او برای اینترنت ایجاد کرد می‌توان به RFC و قرارداد ساده نامه‌رسانی اشاره کرد. او تا زمان مرگش مدیریت آیانا را بر عهده داشت. از او با عنوان «خدای اینترنت» (به انگلیسی: god of the Internet) یاد می‌شود. پاستل در سال ۱۹۸۸ درگذشت.